# Billet de 1 000 francs bleu et rose
Pour les articles homonymes, voir 1 000 francs.
Recto
Verso
Chronologie
1 000 francs bleu 1 000 francs Cérès et Mercure
Le 1 000 francs bleu et rose est un billet de banque en francs français créé par la Banque de France le 7 novembre 1889 et émis le 27 février 1890 pour remplacer le 1 000 francs bleu. Il sera suivi par le 1 000 francs Cérès et Mercure.

## Historique
Dès 1888, la Banque de France est alertée par l'apparition de contrefaçons du 1 000 francs bleu. Elle décide comme pour les 50 francs bleu et rose, 100 francs bleu et rose et 500 francs bleu et rose d'apposer un "fonds de sécurité" de couleur rose sur la vignette de type 1862 de couleur bleu.
Ce billet, imprimé entre 1889 et 1926, fut retiré de la circulation à compter du 19 octobre 1933 et définitivement privé de cours légal le 4 juin 1945. Il y a eu 69 000 000 d'exemplaires.

## Description
La vignette reprend pour le recto et le verso le type 1 000 francs bleu 1862.
La gravure des motifs tramés fut dessinée par Georges Duval et gravée par Jules Robert et représente au recto deux médaillons (un homme et une femme) entourés d'arabesques. Pas de différence au verso, mis à part un fond rose tramé.
Le filigrane blanc et ombré situé au centre dans un cartouche rectangulaire reproduit la somme de mille francs en lettres et en chiffre ainsi que "Banque de France" en capitales.
Les dimensions sont de 235 × 130 mm.